# 前園りさ
前園 りさ（まえぞの りさ、本名：前田 羅沙(まえだ りさ)・1985年5月14日 - ）は、日本の元女優、タレント、グラビアアイドル。血液型A型。所属事務所は（有）エイムアーチスツだった。

趣味は体を動かすこと。特技はスキー・水泳・ソフトボール。北海道出身。北海道千歳高等学校卒業。弟が1人いる。
現在は芸能界を離れネイリストに転身。札幌市内にてネイルサロン『Natura+』（ナチュラプラス）を営んでいる。株式会社ボックス所属。

## 主な出演作品

### テレビ
- 高校教師（2003年1月11日 - 3月21日　TBS）
- 大好き!五つ子6（2004年7月19日 - 9月3日　TBS／加藤美咲役）
- こちら本池上署（2005年） - 安田真由美
- 功名が辻（2006年2月26日 第8回「命懸けの功名」　NHK・大河ドラマ/公家の娘役）
- 今週、妻が浮気します（2007年1月16日 - 3月27日　フジテレビ）

### DVD
- A NIHTMARE（2005年12月16日　イーネットフロンティア)
- 帰って来たヨッパライ〜夢の片道ロックンロール（2007年4月6日　インディーズメーカー）

### 写真集
- 「楽園～秘密の花園」（2003年4月26日　ぶんか社）